# UCI Europe Tour 2024
De UCI Europe Tour 2024 was de twintigste editie van de UCI Europe Tour, een van de vijf continentale circuits op de wielerkalender 2024 van de UCI.
Er waren 196 wedstrijden onderdeel van de Europe Tour in 2024. De eerste wedstrijd was de Clàssica Comunitat Valenciana op 20 januari en de laatste wedstrijd was de Chrono des Nations op 13 oktober. De wedstrijden hebben een UCI-wedstrijdcategorie van 1.1, 1.2 (beide eendagskoersen) of 2.1, 2.2 (beide etappewedstrijden).

## Uitslagen

### Januari
| Datum  | Wedstrijd                       | Cat. | Winnaar             | Team                                         |
| ------ | ------------------------------- | ---- | ------------------- | -------------------------------------------- |
| 20     | Clàssica Comunitat Valenciana   | 1.1  | Dylan Groenewegen   | Team Jayco AlUla                             |
| 21     | Grote Prijs Castellón           | 1.1  | Michael Matthews    | Team Jayco AlUla                             |
| 24     | Trofeo Calvià                   | 1.1  | Simon Carr          | EF Education-EasyPost                        |
| 25     | Trofeo Ses Salines-Felanitx     | 1.1  | Paul Magnier        | Soudal Quick-Step                            |
| 26     | Trofeo Serra Tramuntana         | 1.1  | Lennert Van Eetvelt | Lotto Dstny                                  |
| 27     | Trofeo Pollança-Port d'Andratx  | 1.1  | Pelayo Sánchez      | Movistar Team                                |
| 27     | Grand Prix Antalya Airport City | 1.2  | Binyan Ma           | China Glory-Mentech Continental Cycling Team |
| 28     | GP La Marseillaise (2024)       | 1.1  | Kevin Geniets       | Groupama-FDJ                                 |
| 28     | Trofeo Palma                    | 1.1  | Gerben Thijssen     | Intermarché-Wanty                            |
| 31-4/2 | Ster van Bessèges               | 2.1  | Mads Pedersen       | Lidl-Trek                                    |

### Februari
| Datum | Wedstrijd                            | Cat. | Winnaar          | Team                                         |
| ----- | ------------------------------------ | ---- | ---------------- | -------------------------------------------- |
| 3     | Grand Prix Apollon Temple            | 1.2  | Binyan Ma        | China Glory-Mentech Continental Cycling Team |
| 8-11  | Ronde van Antalya                    | 2.1  | Davide Piganzoli | Polti-Kometa                                 |
| 8-11  | Ronde van de Provence                | 2.1  | Mads Pedersen    | Lidl-Trek                                    |
| 10    | Ronde van Murcia                     | 1.1  | Ben O'Connor     | Decathlon-AG2R La Mondiale                   |
| 12    | Clásica Jaén Paraíso Interior (2024) | 1.1  | Oier Lazkano     | Movistar Team                                |
| 16    | Classic Var (2024)                   | 1.1  | Lenny Martinez   | Groupama-FDJ                                 |
| 17-18 | Ronde van de Alpes-Maritimes         | 2.1  | Benoît Cosnefroy | Decathlon-AG2R La Mondiale                   |
| 22-25 | O Gran Camiño                        | 2.1  | Jonas Vingegaard | Team Visma \| Lease a Bike                   |
| 25    | Ronde van Alanya                     | 1.2  | Julien Trarieux  | China Glory-Mentech Continental Cycling Team |
| 27    | Le Samyn (2024)                      | 1.1  | Laurenz Rex      | Intermarché-Wanty                            |
| 28    | Trofej Umag                          | 1.2  | Matthew Brennan  | Team Visma \| Lease a Bike Development       |

### Maart
| Datum   | Wedstrijd                              | Cat. | Winnaar               | Team                                         |
| ------- | -------------------------------------- | ---- | --------------------- | -------------------------------------------- |
| 2       | Le Tour des 100 Communes               | 1.2  | Halvor Dolven         | Uno-X Mobility Development                   |
| 2       | Ster van Zwolle (2024)                 | 1.2  | Nicklas Amdi Pedersen | TDT-Unibet Cycling Team                      |
| 2       | Grand Prix Syedra Ancient City (2024)  | 1.2  | Lü Xianjing           | China Glory-Mentech Continental Cycling Team |
| 2       | GP Criquielion                         | 1.1  | Alec Segaert          | Lotto Dstny                                  |
| 2 - 3   | Visit South Aegean Islands             | 2.2  | André Drege           | Team Coop-Repsol                             |
| 3       | Poreč Trophy                           | 1.2  | Matthew Brennan       | Team Visma \| Lease a Bike Development       |
| 3       | Grote Prijs van Lillers (2024)         | 1.2  | Emmanuel Morin        | Van Rysel-Roubaix                            |
| 3       | Grote Prijs Jean-Pierre Monseré (2024) | 1.1  | Jarne Van de Paar     | Lotto Dstny                                  |
| 7 - 10  | Istrian Spring Trophy                  | 2.2  | Noa Isidore           | Decathlon AG2R La Mondiale Development Team  |
| 9       | Grote Prijs van Rhodos                 | 1.2  | Tyler Stites          | Project Echelon Racing                       |
| 14 - 17 | Ronde van Rhodos                       | 2.2  | André Drege           | Team Coop-Repsol                             |
| 15      | Youngster Coast Challenge (2024)       | 1.2U | Niklas Behrens        | Lidl-Trek Future Racing                      |
| 16      | Classic Loire-Atlantique (2024)        | 1.1  | Paul Lapeira          | Decathlon AG2R La Mondiale Team              |
| 17      | Popolarissima                          | 1.2  | Daniel Skerl          | CTF Victorious                               |
| 17      | GP Slovenian Istria                    | 1.2  | Marcin Budziński      | Mazowsze Serce Polski                        |
| 17      | Clássica da Arrábida                   | 1.2  | Joseba López          | Caja Rural-Seguros RGA                       |
| 17      | Cholet Agglo Tour (2024)               | 1.1  | Paul Lapeira          | Decathlon AG2R La Mondiale Team              |
| 17      | Dorpenomloop Rucphen (2024)            | 1.2  | Johan Dorussen        | Development Team dsm-firmenich PostNL        |
| 19      | GP Brda-Collio                         | 1.2  | Marcin Budziński      | Mazowsze Serce Polski                        |
| 19 - 23 | Internationale Wielerweek              | 2.1  | Koen Bouwman          | Team Visma \| Lease a Bike                   |
| 20 - 24 | Olympia's Tour                         | 2.2  | Tim Torn Teutenberg   | Lidl-Trek Future Racing                      |
| 20 - 24 | Ronde van Alentejo                     | 2.2  | Eduard Prades         | Caja Rural-Seguros RGA                       |
| 21      | GP Goriška & Vipava Valley (2024)      | 1.2  | Mattia Negrente       | Astana Qazaqstan Development                 |
| 24      | La Roue Tourangelle (2024)             | 1.1  | Jason Tesson          | TotalEnergies                                |
| 24      | GP Adria Mobil (2024)                  | 1.2  | Žak Eržen             | CTF Victorious                               |
| 27      | Parijs-Camembert (2024)                | 1.1  | Benoît Cosnefroy      | Decathlon AG2R La Mondiale Team              |
| 29      | Route Adélie de Vitré (2024)           | 1.1  | Jenthe Biermans       | Arkéa-B&B Hotels                             |
| 30      | Volta NXT Classic (2024)               | 1.1  | Timo Kielich          | Alpecin-Deceuninck                           |

### April
| Datum    | Wedstrijd                                  | Cat. | Winnaar                                         | Team                                            |
| -------- | ------------------------------------------ | ---- | ----------------------------------------------- | ----------------------------------------------- |
| 1        | Ronde van Belvedere                        | 1.2U | Gal Glivar                                      | UAE Team Emirates Gen Z                         |
| 2        | Gran Premio Palio del Recioto              | 1.2U | Alessandro Pinarello                            | VF Group-Bardiani CSF-Faizanè                   |
| 2 - 5    | Région Pays de la Loire Tour               | 2.1  | Marijn van den Berg                             | EF Education-EasyPost                           |
| 4 - 7    | Ronde van Mersin                           | 2.2  | Marcin Budziński                                | Mazowsze Serce Polski                           |
| 4 - 7    | Circuit des Ardennes                       | 2.2  | Joseph Blackmore                                | Israel-Premier Tech                             |
| 7        | Parijs-Roubaix voor beloften (2024)        | 1.2U | Tim Torn Teutenberg                             | Lidl-Trek Future Racing                         |
| 7        | Trofeo Banca Popolare di Vicenza           | 1.2U | Pavel Novák                                     | Team Colpack Ballan CSB                         |
| 9 - 12   | Ronde van de Abruzzen                      | 2.1  | Alexey Lutsenko                                 | Astana Qazaqstan Team                           |
| 10 - 14  | Ronde van Loir-et-Cher                     | 2.2  | Emil Toudal                                     | Team ColoQuick                                  |
| 12       | Classic Grand Besançon Doubs (2024)        | 1.1  | Lenny Martinez                                  | Groupama-FDJ                                    |
| 13       | Arno Wallaard Memorial (2024)              | 1.2  | Pete Uptegrove                                  | Monda Vakantieparken-IJsselstreek               |
| 13       | Ronde van de Jura (2024)                   | 1.1  | David Gaudu                                     | Groupama-FDJ                                    |
| 13       | Luik-Bastenaken-Luik U23 (2024)            | 1.2U | Joseph Blackmore                                | Israel Premier Tech Academy                     |
| 14       | Ronde van de Doubs (2024)                  | 1.1  | Lenny Martinez                                  | Groupama-FDJ                                    |
| 14       | Trofeo Città di San Vendemiano (2024)      | 1.2U | Florian Kajamini                                | Team MBH Bank Colpack Ballan                    |
| 18 - 21  | Belgrado-Banja Luka                        | 2.2  | Piotr Pekala                                    | Santic-Wibatech                                 |
| 21       | Ronde van Romagna (2024)                   | 1.1  | António Morgado                                 | UAE Team Emirates                               |
| 21       | Ronde van Biella (2024)                    | 1.2  | Florian Kajamini                                | Team MBH Bank Colpack Ballan                    |
| 21       | Gent-Wevelgem/Kattekoers-Ieper (2024)      | 1.2U | Huub Artz                                       | Wanty-ReUz-Technord                             |
| 25       | Gran Premio della Liberazione              | 1.2U | Davide Donati                                   | Biesse-Carrera                                  |
| 25 - 1/5 | Ronde van Bretagne                         | 2.2  | Jakob Söderqvist                                | Lidl-Trek Future Racing                         |
| 26 - 28  | Ronde van Asturië                          | 2.1  | Isaac del Toro                                  | UAE Team Emirates                               |
| 28       | Rutland-Melton International Cicle Classic | 1.2  | afgelast vanwege overstromingen op het parcours | afgelast vanwege overstromingen op het parcours |
| 28       | Kirschblütenrennen (2024)                  | 1.2  | Lukáš Kubiš                                     | Elkov-Kasper                                    |
| 28       | Famenne Ardenne Classic (2024)             | 1.1  | Arnaud De Lie                                   | Lotto Dstny                                     |
| 28       | Grote Prijs van de Somme                   | 1.2  | Corentin Devroute                               | SCO Dijon-Team Matériel-Velo.com                |

### Mei
| Datum    | Wedstrijd                                            | Cat. | Winnaar                 | Team                                         |
| -------- | ---------------------------------------------------- | ---- | ----------------------- | -------------------------------------------- |
| 1        | GP Vorarlberg (2024)                                 | 1.2  | Jaka Primožič           | Hrinkow Advarics                             |
| 1        | Omloop van het Waasland (2024)                       | 1.2  | Samuel Leroux           | Van Rysel-Roubaix                            |
| 1        | Eschborn-Frankfurt voor beloften (2024)              | 1.2U | Wessel Mouris           | Metec-Solarwatt p/b Mantel                   |
| 1 - 5    | Ronde van de Isard                                   | 2.2U | Darren van Bekkum       | Visma \| Lease a Bike Development            |
| 2 - 5    | Ronde van Cova da Beira                              | 2.2  | Artem Nych              | Sabgal/Anicolor                              |
| 4        | Sundvolden GP (2024)                                 | 1.2  | Idar Andersen           | Uno-X Mobility Development Team              |
| 4        | Ronde van Overijssel (2024)                          | 1.2  | Declan Trezise          | ARA \| Skip Capital                          |
| 5        | Circuito del Porto-Trofeo Arvedi                     | 1.2  | Jakub Mareczko          | Team Corratec-Vini Fantini                   |
| 5        | Elfstedenronde (2024)                                | 1.1  | Alexander Kristoff      | Uno-X Mobility                               |
| 5        | Ringerike GP (2024)                                  | 1.2  | Idar Andersen           | Uno-X Mobility Development Team              |
| 8 - 12   | Flèche du Sud                                        | 2.2  | Pim Ronhaar             | Baloise - Trek Lions                         |
| 9        | Circuit de Wallonie                                  | 1.1  | Arnaud De Lie           | Lotto-Dstny                                  |
| 11       | Silesian Classic                                     | 1.2  | Jakub Otruba            | ATT Investments                              |
| 11       | Ronde van de Finistère (2024)                        | 1.1  | Benoît Cosnefroy        | Decathlon AG2R La Mondiale Team              |
| 12       | Ardense Pijl                                         | 1.2  | Milan Donie             | Lotto Dstny Development Team                 |
| 12       | Boucles de l'Aulne (2024)                            | 1.1  | Axel Zingle             | Cofidis                                      |
| 12       | Gran Premio Industrie del Marmo                      | 1.2U | Tommaso Dati            | Biesse Carrera                               |
| 15 - 19  | Ronde van Griekenland                                | 2.1  | Riccardo Zoidl          | Team Felt Felbermayr                         |
| 16 - 19  | Ronde van Sakarya                                    | 2.2  | Willie Smit             | China Glory-Mentech Continental Cycling Team |
| 18       | Veenendaal-Veenendaal Classic                        | 1.1  | Tord Gudmestad          | Uno-X Mobility                               |
| 19       | GP Gorenjska (2024)                                  | 1.2  | Michal Schuran          | ATT Investments                              |
| 19       | Antwerp Port Epic (2024)                             | 1.1  | Alexander Kristoff      | Uno-X Mobility                               |
| 20       | Parijs-Troyes                                        | 1.2  | Liam Walsh              | Team BridgeLane                              |
| 20       | Ronde van Limburg (2024)                             | 1.1  | Dylan Groenewegen       | Team Jayco AlUla                             |
| 20 - 24  | Ronde van Albanië                                    | 2.2  | Veljko Stojnić          | Servië                                       |
| 22 -26   | Alpes Isère Tour                                     | 2.2  | Jarno Widar             | Lotto Dstny Development Team                 |
| 23 - 25  | Ronde van Estland                                    | 2.1  | Siim Kiskonen           | Voltas-Tartu 2024 by CCN                     |
| 23 - 26  | Ronde van de Mirabelle                               | 2.2  | Oscar Nilsson-Julien    | AVC Aix-en-Provence                          |
| 25       | GP Herning                                           | 1.2  | Rasmus Søjberg Pedersen | Decathlon AG2R La Mondiale Development Team  |
| 25       | Due Giorni Marchigiana-G.P. Santa Rita               | 1.2  | Kyrylo Tsarenko         | Team Corratec-Vini Fantini                   |
| 26       | Due Giorni Marchigiana-Trofeo Città di Castelfidardo | 1.2  | Francesco Della Lunga   | Hopplà-Petroli Firenze-Don Camillo           |
| 26       | Omloop der Kempen                                    | 1.2  | Martijn Rasenberg       | Parkhotel Valkenburg                         |
| 26       | Ronde van Keulen (2024)                              | 1.1  | Casper van Uden         | Team dsm-firmenich PostNL                    |
| 26       | Fyen Rundt                                           | 1.2  | Lasse Norman Hansen     | Team CO:PLAY-Giant Store                     |
| 29       | Mercan’Tour Classic Alpes-Maritimes (2024)           | 1.1  | Lenny Martinez          | Groupama-FDJ                                 |
| 30 - 2/6 | Ronde van Małopolska                                 | 2.2  | Riccardo Zoidl          | Team Felt Felbermayr                         |
| 30 - 2/6 | Ronde de l'Oise                                      | 2.2  | Pierre Barbier          | Philippe Wagner/Bazin                        |

### Juni
| Datum   | Wedstrijd                            | Cat. | Winnaar            | Team                                |
| ------- | ------------------------------------ | ---- | ------------------ | ----------------------------------- |
| 1       | Trofeo Alcide De Gasperi             | 1.2  | Geannuleerd        | Geannuleerd                         |
| 1       | Heistse Pijl                         | 1.1  | Alexander Kristoff | Uno-X Mobility                      |
| 2       | Classic Andorra Pirineus             | 1.1  | Geannuleerd        | Geannuleerd                         |
| 2       | Klaipėda Grand Prix                  | 1.2  | Geannuleerd        | Geannuleerd                         |
| 5 - 9   | Ronde van Litouwen                   | 2.2  | Mads Andersen      | Airtox-Carl Ras                     |
| 5 - 9   | ZLM Tour                             | 2.1  | Rune Herregodts    | Intermarché-Wanty                   |
| 5 - 9   | Aziz Shusha                          | 1.1  | Geannuleerd        | Geannuleerd                         |
| 7       | GP Kanton Aargau                     | 1.1  | Maxim Van Gils     | Lotto-Dstny                         |
| 12 - 16 | Ronde van Kurpie                     | 2.2  | Tobiasz Pawlak     | Mazowsze Serce Polski               |
| 13 - 16 | Ronde van Opper-Oostenrijk           | 2.2  | Adrien Maire       | TDT-Unibet Cycling Team             |
| 15 - 16 | Route d'Occitanie                    | 2.1  | Geannuleerd        | Geannuleerd                         |
| 26 - 29 | Koers van de Olympische Solidariteit | 2.2  | Tobiasz Pawlak     | Mazowsze Serce Polski               |
| 26 - 30 | Ronde van Slowakije                  | 2.1  | Mauro Schmid       | Team Jayco AlUla                    |
| 30      | Midden-Brabant Poort Omloop          | 1.2  | Floris Van Tricht  | Israel Premier Tech Academy         |
| 30      | SD WORX BW Classic                   | 1.2  | Laurens Sweeck     | Alpecin-Deceuninck Development Team |

### Juli
| Datum    | Wedstrijd                                   | Cat. | Winnaar                    | Team                                      |
| -------- | ------------------------------------------- | ---- | -------------------------- | ----------------------------------------- |
| 2        | Trofeo Città di Brescia                     | 1.2  | Manuel Oioli               | Q36.5 Continental Team                    |
| 2 - 7    | Ronde van Oostenrijk                        | 2.1  | Diego Ulissi               | UAE Team Emirates                         |
| 6        | GP Yıldızdağı                               | 1.2  | Samet Bulut                | Istanbul Büyükșehir Belediye Spor Türkiye |
| 6        | Visegrad 4 Bicycle Race: GP Kerekparverseny | 1.2  | Tilen Finkšt               | Adria Mobil                               |
| 6 - 9    | Ronde van Sibiu                             | 2.1  | Florian Lipowitz           | BORA-hansgrohe                            |
| 7        | Visegrad 4 Bicycle Race: GP Slovakia        | 1.2  | Martin Voltr               | Pierre Baguette Cycling                   |
| 7        | Maurienne Classic                           | 1.2  | Geannuleerd                | Geannuleerd                               |
| 7        | Giro del Medio Brenta                       | 1.2  | Sergio Meris               | Team MBH Bank Colpack Ballan              |
| 10 - 12  | Wielerweek van Lombardije                   | 2.1  | Geannuleerd                | Geannuleerd                               |
| 11 - 14  | Trofeo Joaquim Agostinho                    | 2.2  | Orluis Aular               | Caja Rural-Seguros RGA                    |
| 12 - 14  | Gemenc GP                                   | 2.2  | Geannuleerd                | Geannuleerd                               |
| 13       | Grand Prix Kültepe                          | 1.2  | Maximilian Stedman         | Istanbul Büyükșehir Belediye Spor Türkiye |
| 13 - 15  | Ronde van de Ain                            | 2.1  | Jefferson Alexander Cepeda | EF Education-EasyPost                     |
| 14       | Ronde van de Apennijnen                     | 1.1  | Jan Christen               | UAE Team Emirates                         |
| 15       | Clásica Terres de l'Ebre                    | 1.2  | Abel Balderstone           | Caja Rural-Seguros RGA                    |
| 20       | Visegrad 4 Bicycle Race: GP Czech Republic  | 1.2  | Martin Voltr               | Pierre Baguette Cycling                   |
| 20       | Ronde van Savoie-Mont Blanc                 | 2.2  | Geannuleerd                | Geannuleerd                               |
| 21       | Visegrad 4 Bicycle Race: GP Polski Via Odra | 1.2  | Lukáš Kubiš                | Elkov-Kasper                              |
| 21       | Grand Prix de la ville de Pérenchies        | 1.2  | Théo Delacroix             | St Michel-Mavic-Auber93                   |
| 23       | Memoriał Andrzeja Trochanowskiego           | 1.2  | Norbert Banaszek           | Mazowsze Serce Polski                     |
| 23       | Ronde van Castilië en León                  | 2.1  | Caleb Ewan                 | Team Jayco AlUla                          |
| 24 - 27  | Ronde van Mazovië                           | 2.2  | Bartłomiej Proć            | Santic-Wibatech                           |
| 24 - 28  | Ronde van de Elzas                          | 2.2  | Joris Delbove              | St Michel-Mavic-Auber93                   |
| 24 - 4/8 | Ronde van Portugal                          | 2.1  | Artem Nych                 | Sabgal/Anicolor                           |
| 25       | Prueba Villafranca de Ordizia               | 1.1  | Jan Christen               | UAE Team Emirates                         |
| 25 - 28  | Ronde van Tsjechië                          | 2.1  | Marc Hirschi               | UAE Team Emirates                         |
| 27 - 29  | Kreiz Breizh Elites                         | 2.2  | Florian Dauphin            | Arkéa-B&B Hôtels Continentale             |
| 28       | Puchar Ministra Obrony Narodowej            | 1.2  | Konrad Czabok              | Mazowsze Serce Polski                     |

### Augustus
| Datum    | Wedstrijd                                        | Cat. | Winnaar             | Team                                      |
| -------- | ------------------------------------------------ | ---- | ------------------- | ----------------------------------------- |
| 4        | Cupa Max Ausnit                                  | 1.2  | Kyrylo Tsarenko     | Team Corratec-Vini Fantini                |
| 7 - 10   | Ronde van Szeklerland                            | 2.2  | Lev Gonov           | Astana Qazaqstan Development Team         |
| 10       | Memoriał Henryka Łasaka                          | 1.2  | Geannuleerd         | Geannuleerd                               |
| 11       | Memorial Jana Magiery                            | 1.2  | Geannuleerd         | Geannuleerd                               |
| 11       | Circuito de Getxo                                | 1.1  | Jon Barrenetxea     | Movistar Team                             |
| 11       | Polynormande (2024)                              | 1.1  | Paul Lapeira        | Decathlon AG2R La Mondiale Team           |
| 13 - 16  | Ronde van de Limousin-Nouvelle-Aquitaine         | 2.1  | Alex Baudin         | Decathlon AG2R La Mondiale Team           |
| 14 - 18  | Ronde van Roemenië                               | 2.2  | Ilchan Dostjev      | Astana Qazaqstan Development Team         |
| 15       | Tour of Leuven - Memorial Jef Scherens           | 1.1  | Markus Hoelgaard    | Uno-X Mobility                            |
| 18       | Egmont Cycling Race                              | 1.1  | Geannuleerd         | Geannuleerd                               |
| 20 - 23  | Ronde van Poitou-Charentes in Nouvelle-Aquitaine | 2.1  | Søren Wærenskjold   | Uno-X Mobility                            |
| 21 - 24  | Ronde van de Slag om Warschau                    | 2.2  | Alan Banaszek       | Mazowsze Serce Polski                     |
| 22 - 25  | Baltic Chain Tour                                | 2.2  | Geannuleerd         | Geannuleerd                               |
| 23       | Druivenkoers Overijse                            | 1.1  | Jelte Krijnsen      | Q36.5 Pro Cycling Team                    |
| 23 - 1/9 | Ronde van Guadeloupe                             | 2.2  | Kevin Costillo      | Team Sistecredito                         |
| 24       | Grand Prix Soğanlı                               | 1.2  | Natnael Berhane     | Istanbul Büyükșehir Belediye Spor Türkiye |
| 24 - 29  | Ronde van Bulgarije                              | 2.2  | Matteo Malucelli    | JCL Team UKYO                             |
| 25       | GP de Plouay                                     | 1.2  | Pierre Henry Basset | CIC U Nantes Atlantique                   |
| 25       | Ronde van de Achterhoek                          | 1.2  | Stian Rosenlund     | Airtox-Carl Ras                           |
| 28       | Muur Classic Geraardsbergen (2024)               | 1.1  | Jenno Berckmoes     | Lotto-Dstny                               |
| 30 - 2/9 | Tour of Routhe Salvation                         | 2.2  | Rutger Wouters      | Team Thielemans-De Hauwere                |
| 31 - 1/9 | In the footsteps of the Romans                   | 2.2  | Alin Toader         | UVT-Devron West Cycling Team              |

### September
| Datum   | Wedstrijd                                | Cat. | Winnaar             | Team                                        |
| ------- | ---------------------------------------- | ---- | ------------------- | ------------------------------------------- |
| 1       | Grote Prijs van Kranj                    | 1.2  | Roman Ermakov       | CTF Victorious                              |
| 4 - 7   | Giro della Regione Friuli Venezia Giulia | 2.2  | Jørgen Nordhagen    | Team Visma-Lease a Bike Development         |
| 5 - 7   | Ronde van Kosovo                         | 2.2  | Afgelast            | Afgelast                                    |
| 5 - 8   | Ronde van Zuid-Bohemen                   | 2.2  | Marcin Budziński    | Mazowsze Serce Polski                       |
| 7       | Lillehammer GP                           | 1.2  | Afgelast            | Afgelast                                    |
| 7       | Grote Prijs Rik Van Looy                 | 1.2  | Simon Dehairs       | Alpecin-Deceuninck Development Team         |
| 8       | Gylne Gutuer                             | 1.2  | Afgelast            | Afgelast                                    |
| 8       | Grote Prijs Stad Halle                   | 1.2  | Federico Savino     | Soudal-Quick-Step Devo Team                 |
| 11      | Ronde van Toscane (2024)                 | 1.1  | Clément Champoussin | Arkéa-B&B Hotels                            |
| 12 - 15 | Ronde van Istanbul                       | 2.1  | Mathieu Burgaudeau  | TotalEnergies                               |
| 12 - 15 | Ronde van Servië                         | 2.2  | Afgelast            | Afgelast                                    |
| 14      | Memorial Marco Pantani (2024)            | 1.1  | Marc Hirschi        | UAE Team Emirates                           |
| 15      | Trofeo Matteotti                         | 1.1  | Orluis Aular        | Caja Rural-Seguros RGA                      |
| 15      | GP van Isbergues (2024)                  | 1.1  | Arvid de Kleijn     | Tudor Pro Cycling Team                      |
| 18 - 22 | Adriatica Ionica Race                    | 2.1  | Afgelast            | Afgelast                                    |
| 20      | Kampioenschap van Vlaanderen             | 1.1  | Tim Merlier         | Soudal Quick-Step                           |
| 22      | Gooikse Pijl (2024)                      | 1.1  | Tim Merlier         | Soudal Quick-Step                           |
| 22      | Parijs-Chauny (2024)                     | 1.1  | Arnaud Démare       | Arkéa-B&B Hotels                            |
| 25      | Omloop van het Houtland (2024)           | 1.1  | Max Walscheid       | Team Jayco AlUla                            |
| 27 - 29 | Ronde van Eure-et-Loir                   | 2.2  | Antoine L'Hote      | Decathlon AG2R La Mondiale Development Team |
| 28      | Grand Prix Pino Cerami                   | 1.2  | Sente Sentjens      | Alpecin-Deceuninck Development Team         |

### Oktober
| Datum | Wedstrijd                      | Cat. | Winnaar            | Team                                   |
| ----- | ------------------------------ | ---- | ------------------ | -------------------------------------- |
| 1     | Binche-Chimay-Binche           | 1.1  | Arnaud De Lie      | Lotto-Dstny                            |
| 1     | Coppa Citta' Di San Daniele    | 1.2  | Jørgen Nordhagen   | Team Visma \| Lease a Bike Development |
| 1 - 6 | CRO Race                       | 2.1  | Brandon McNulty    | UAE Team Emirates                      |
| 2     | Visit Friesland Elfsteden Race | 1.1  | Taco van der Hoorn | Intermarché-Wanty                      |
| 3     | Parijs-Bourges                 | 1.1  | Afgelast           | Afgelast                               |
| 5     | Ronde van de Vendée            | 1.1  | Afgelast           | Afgelast                               |
| 6     | Coppa Agostoni                 | 1.1  | Marc Hirschi       | UAE Team Emirates                      |
| 13    | Trofeo Baracchi                | 1.1  | Afgelast           | Afgelast                               |
| 13    | Chrono des Nations             | 1.1  | Stefan Küng        | Groupama-FDJ                           |

## Klassement
| Rang | Renner               | Punten  |
| ---- | -------------------- | ------- |
| 1.   | Tadej Pogačar        | 11655   |
| 2.   | Remco Evenepoel      | 6072,57 |
| 3.   | Jasper Philipsen     | 4790    |
| 4.   | Mathieu van der Poel | 4053    |
| 5.   | Marc Hirschi         | 3568    |
| 6.   | Jonas Vingegaard     | 3536    |
| 7.   | Primož Roglič        | 3471    |
| 8.   | Wout van Aert        | 2925    |
| 9.   | Enric Mas            | 2851    |
| 10.  | Mads Pedersen        | 2723    |

| Rang | Ploegen                       | Punten   |
| ---- | ----------------------------- | -------- |
| 1.   | Lotto Dstny                   | 12120,29 |
| 2.   | Israel-Premier Tech           | 11242,33 |
| 3.   | Uno-X Mobility                | 8684,67  |
| 4.   | Tudor Pro Cycling Team        | 5753,33  |
| 5.   | TotalEnergies                 | 4897     |
| 6.   | Caja Rural-Seguros RGA        | 3915     |
| 7.   | Q36.5 Pro Cycling Team        | 3579,81  |
| 8.   | Equipo Kern Pharma            | 3341     |
| 9.   | VF Group-Bardiani CSF-Faizanè | 3029     |
| 10.  | Burgos-BH                     | 2900,33  |

| Rang | Land                | Punten   |
| ---- | ------------------- | -------- |
| 1.   | België              | 24311    |
| 2.   | Slovenië            | 17765,85 |
| 3.   | Spanje              | 14583,86 |
| 4.   | Frankrijk           | 12288,71 |
| 5.   | Denemarken          | 12013,34 |
| 6.   | Italië              | 11988,67 |
| 7.   | Nederland           | 11969,99 |
| 8.   | Verenigd Koninkrijk | 11186    |
| 9.   | Zwitserland         | 8991,29  |
| 10.  | Duitsland           | 7158,56  |